# Гебран
Гебран (перс. هبران) — село в Ірані, у дегестані Хошкруд, у Центральному бахші, шахрестані Зарандіє остану Марказі. За даними перепису 2006 року, його населення становило 36 осіб, що проживали у складі 13 сімей.

## Клімат
Середня річна температура становить 11,87 °C, середня максимальна – 30,76 °C, а середня мінімальна – -9,70 °C. Середня річна кількість опадів – 240 мм.
| Клімат поселення                              | Клімат поселення | Клімат поселення | Клімат поселення | Клімат поселення | Клімат поселення | Клімат поселення | Клімат поселення | Клімат поселення | Клімат поселення | Клімат поселення | Клімат поселення | Клімат поселення | Клімат поселення |
| Показник                                      | Січ.             | Лют.             | Бер.             | Квіт.            | Трав.            | Черв.            | Лип.             | Серп.            | Вер.             | Жовт.            | Лист.            | Груд.            |                  |
| Середній максимум, °C                         | 6,06             | 7,64             | 12,26            | 18,68            | 23,67            | 29,54            | 30,76            | 30,02            | 25,67            | 19,32            | 12,43            | 6,67             |                  |
| Середня температура, °C                       | −1,81            | −0,24            | 4,38             | 10,79            | 15,77            | 21,67            | 25,26            | 24,52            | 20,16            | 13,82            | 6,94             | 1,16             |                  |
| Середній мінімум, °C                          | −9,7             | −8,13            | −3,51            | 2,90             | 7,90             | 13,77            | 19,77            | 19,02            | 14,66            | 8,32             | 1,42             | −4,35            |                  |
| Норма опадів, мм                              | 31               | 32               | 45               | 35               | 28               | 4                | 2                | 1                | 0                | 11               | 20               | 31               |                  |
| Середньомісячна швидкість вітру, м/с          | 1.45             | 1.97             | 3.03             | 3.26             | 2.84             | 2.54             | 2.58             | 2.47             | 2.27             | 2.16             | 1.84             | 1.38             |                  |
| Середньомісячна сонячна радіація, кДж/м²·день | 8949             | 11875            | 14375            | 17912            | 21917            | 26266            | 25903            | 23580            | 20104            | 14616            | 10677            | 8674             |                  |
| --------------------------------------------- | ---------------- | ---------------- | ---------------- | ---------------- | ---------------- | ---------------- | ---------------- | ---------------- | ---------------- | ---------------- | ---------------- | ---------------- | ---------------- |
| Джерело:                                      |                  |                  |                  |                  |                  |                  |                  |                  |                  |                  |                  |                  |                  |